# Hezhou
Hezhou is een stadsprefectuur in het oosten van de zuidelijke regio Guangxi, Volksrepubliek China.